# Daimon Hellstrom
Daimon Hellstrom, également connu sous les noms de Fils de Satan et de Hellstorm, est un super-héros évoluant dans l'univers Marvel de la maison d'édition Marvel Comics. Créé par Roy Thomas, Gary Friedrich et Herb Trimpe, le personnage de fiction apparaît pour la première fois dans le comic book Ghost Rider (vol. 1) #1 en septembre 1973.
Le personnage a eu droit à sa propre série, Son of Satan, scénarisée par John Warner (en) puis la série Hellstrom: Prince of Lies, scénarisée par Warren Ellis.

## Biographie du personnage

### Origines
Né à Fire Lake dans le Massachusetts, Daimon Hellstrom est le fils du démon biblique Satan et d'une femme humaine nommée Victoria Wingate. Avec sa sœur Satana, les deux enfants furent initiés à la magie noire par leur père, mais Daimon s'accrochait à son humanité à la différence de sa sœur.
Quand Victoria découvrit qui était réellement son mari, elle devint folle et les deux enfants furent placés dans des familles d'accueil différentes. Daimon grandit dans un orphelinat sans jamais entendre parler de sa sœur ou de son père.

### Parcours
Daimon Hellstrom devient ensuite professeur d'anthropologie dans une grande université, puis se lance dans une carrière d'enquêteur dans le paranormal, agissant comme un protecteur de l'Humanité.
Il fait partie du Club des Damnés puis rejoint l'équipe des Défenseurs et épouse Patsy Walker (l'héroïne nommée « Hellcat »). Mais, à cause de l'héritage démoniaque de son mari, Patsy plonge peu à peu dans la folie et finalement se suicide.
Daimon cherche un moyen de vaincre son père « Satan », et découvre le véritable nom de ce dernier : Marduk Kurios. Grâce à cela, il réussit à le tuer. Il devient alors le nouveau Satan, régent de la dimension des Enfers. Avec son pouvoir, il fait revenir Patsy à la vie.

## Pouvoirs, capacités et équipement

### Pouvoirs et capacités
Hellstrom est un puissant sorcier possédant de vastes pouvoirs magiques, ceux-ci étant accrus selon le nombre de ses adorateurs et la foi qu'ils ont en lui.
En complément de ses pouvoirs, Daimon Hellstrom est un individu exceptionnellement intelligent qui possède de solides connaissances en théologie, démonologie et dans les sciences occultes. Grâce à ses connaissances, il est capable d’accomplir des rituels magiques complexes et de grande puissance. Il possède également des attributs physiques au summum des limites humaines. Il peut par ailleurs modifier son apparence à volonté, de même que ses vêtements, voire adopter une forme démoniaque ; on l'a déjà vu portant des sabots, des griffes, des ailes ou des cornes.
- Hellstrom peut projeter de véritables flammes ainsi que son « Feu de l'enfer », une énergie mystique brûlante qui provoque des douleurs spirituelles[1].
- Il peut aussi invoquer des énergies magiques destructrices (capables de dévaster une maison) pour tuer des individus, même ceux dotés de grands pouvoirs magiques[1] ; il est aussi capable de repousser les démons, comme le ferait un prêtre.
- Il peut se déplacer en volant dans les airs, ou transporter par lui-même d’autres individus et objets (jusqu’à un volume correspondant à un immeuble) à travers la planète ou dans d’autres dimensions, en se déplaçant à travers les Enfers. Il peut aussi ouvrir des portails entre la dimension de la Terre et celle de l'Enfer, et est même capable de voyager à travers le temps[1].
- En se servant de sortilèges, il peut former ou détruire des boucliers d'énergie mystique, lire les pensées dans les esprits des autres, voir et entendre au lointain, mais aussi soigner les blessures ou les maladies dont lui ou d’autres individus souffrent[1].
- Même s'il ne possède pas une force surhumaine, ses pouvoirs lui permettent d'accroître sa force jusqu’aux plus hauts niveaux humains.

Ses pouvoirs étaient autrefois dépendant de son « Âme noire » (« Darksoul »), une contrepartie démoniaque de son âme humaine qui se manifestait physiquement dans la tache de naissance, en forme de pentagramme, qu'il porte sur sa poitrine. Désormais, ses pouvoirs sont renforcés au sein de son royaume infernal.

### Équipement
Daimon Hellstrom porte habituellement un trident mystique, fabriqué dans un métal infernal nommé « Infernium », qui lui sert à focaliser ses pouvoirs surnaturels et aussi comme un symbole de son pouvoir personnel. Il peut le conjurer et le reformer à volonté. Le métal constituant le trident est un véritable supplice pour tous les autres démons qui entrent en contact avec celui-ci.
Il voyage souvent dans l’espace, ou entre les dimensions, avec un chariot magique mené par trois chevaux démoniaques (nommés Amon, Hécate et Set), qui apparaissent selon sa volonté. Ces trois démons sont violents et ne sont tenus en respect que par le pouvoir du Fils de Satan.
Son manoir, situé à Fire Lake, contient un portail dimensionnel vers les Enfers, mais sa demeure possède également de puissantes défenses magiques empêchant tout intrus, qu'il soit ange ou démon, d’y pénétrer.
Il possède aussi plusieurs artéfacts magiques puissants, notamment le Nécromantéion (un cristal de vision magique) et une copie du Grimorium Verum (un ancien grimoire composé de textes mystiques sur la démonologie). Il utilise de temps en temps une cane de marche, à la suite d'une blessure reçue à la jambe gauche.

## Publications du personnage
- Ghost Rider (vol. 1) #1 (septembre 1973), publié en France dans Étranges Aventures no 44 (2e trimestre 1975)
- Marvel Spotlight #12–24 (octobre 1973–1975), publié en France dans Satan no 1-7 (1975-76)
- Son of Satan #1-8 (1977), publié en France dans Satan no 8-12 (1977-79)
- Hellstrom: Prince of Lies #1-21 (1993)
- Hellstrom: Son of Satan #1-5 (2006)

## Apparition dans d'autres médias

### Télévision
- 2020 : Helstrom (série télévisée), Daimon est interprété par l'acteur Tom Austen.